# Utflykt i det okända (film)
Utflykt i det okända (engelska: Picnic at Hanging Rock; i Finland: Utflykt till galgbacken) är en australisk mysterie-dramafilm från 1975 i regi av Peter Weir. Filmens manus är baserat på Joan Lindsays roman med samma namn från 1967. I huvudrollerna ses Vivean Gray, Dominic Guard, Anne-Louise Lambert, Helen Morse och Rachel Roberts.

## Handling
Filmen berättar om det mystiska försvinnandet av några skolflickor och en av deras lärare från exklusiva Appleyard College under en picknick på Hanging Rock, nära Mount Macedon. Under den soldränkta lördagseftermiddagen på Alla hjärtans dag, den 14 februari år 1900, lämnar några av deltagarna resten av gruppen och klättrar högre upp bland bergen, en del återses aldrig mer. Filmen behandlar även den efterföljande effekten det inträffade fick på det lokala samhället i delstaten Victoria, i Australien. 

## Om filmen
Filmen finns utgiven på DVD och blu-ray, också med en Directors Cut-version, där Weir kortat den ursprungliga filmens cirka 115 minuter till omkring 107 minuter.
Den finlandssvenska distributionstiteln Utflykt till galgbacken baserar sig på ett översättningsfel.

## Rollista i urval
- Anne-Louise Lambert – Miranda St. Clair
- Rachel Roberts – Mrs. Appleyard
- Dominic Guard – Michael Fitzhubert
- Helen Morse – Mlle. de Poitiers
- Margaret Nelson – Sara Waybourne
- John Jarratt – Albert Crundall
- Wyn Roberts – Sgt. Bumpher
- Karen Robson – Irma Leopold
- Christine Schuler – Edith Horton
- Jane Vallis – Marion Quade
- Vivean Gray – Miss McCraw
- Martin Vaughan – Ben Hussey
- Kirsty Child – Miss Lumley
- Jacki Weaver – Minnie
- Frank Gunnell – Mr. Whitehead
- Tony Llewellyn-Jones – Tom
- John Fegan – Doc. McKenzie
- Kay Taylor – Mrs. Bumpher
- Peter Collingwood – Col. Fitzhubert
- Garry McDonald – Const. Jones
- Olga Dickie – Mrs. Fitzhubert
- Jenny Lovell – Blanche